# Epifit

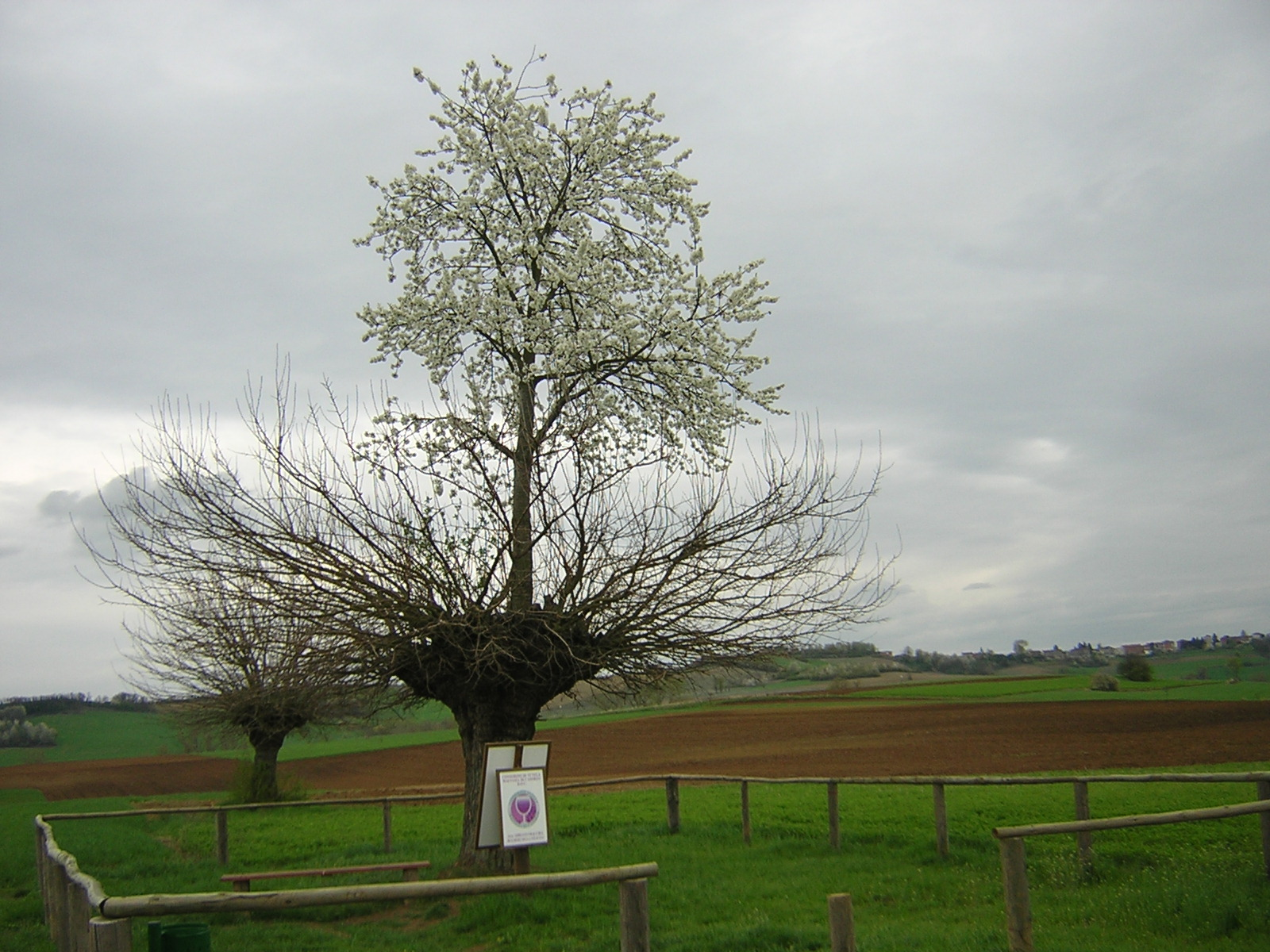
Bialbero di Casorzo, Italia (2005).

Epifit de la cuvintele grecești έπί (epi) = pe și φύτόν (phyton) = plantă, tradus literar înseamnă plantă care trăiește pe altă plantă. Acestea sunt plantele care folosesc alte plante drept suport. Ele trăiesc agățate, sau fixate de acestea fără a fi însă nici parazite și nici semiparazite și nici nu le produc daune. Plantele epifite sunt organisme autotrofe fotosintetizante. Ele sunt deci capabile să absoarbă apa din umiditatea atmosferică și sărurile minerale de pe suportul pe care trăiesc și cu ajutorul clorofilei în procesul de fotosinteză să își pregătească singure hrana, adică să obțină substante organice necesare hrănirii, creșterii și înmulțirii lor.
Ca exemplu putem da specii de licheni, mușchi, sau orhidee.

## Exemple
- Orhideea
- Bromelia